# 라리사 리켈메
라리사 마벨 리켈메 프루토스(Larissa Mabel Riquelme Frutos, 1985년 2월 22일 ~ )는 파라과이의 모델로 2010년 FIFA 월드컵 당시 파라과이를 응원하면서 세계적으로 유명해진 모델이다.

## 생애
2010년 FIFA 월드컵이 개최되면서 리켈메는 파라과이를 응원했다. 이 과정에서 "파라과이가 월드컵에서 우승하면 나체로 세레머니를 보이겠다."라고 하여 쟁점이 되었다.리켈메는 글래머 체형을 지닌 사람이다.
또한 라리사 리켈메는 아르헨티나가 2010년 FIFA 월드컵에서 우승할 경우 부에노스 아이레스의 한복판으로 가서 아르헨티나 국가대표팀의 감독인 디에고 마라도나와 같이 누드 세레모니를 하겠다고 했다. 비록 파라과이는 스페인에게 패배하고, 아르헨티나는 독일에 패해 둘 다 탈락했으나 라리사 리켈메는 누드 세레머니를 했다.
월드컵이 끝나자, 이번엔 공개 프로포즈를 했는데 그 경쟁률이 무려 1,592대 1이었다. 리켈메의 애인이 되고 싶어 하는 1,592명의 남성 중에는 최연소 18세(1992년생)에서 최연장 47세(1963년생)까지 다양했으며 이 중 80%에 달하는 1,200명이 한국인 남자였다.
2011년 코파 아메리카에서도 리켈메는 파라과이 우승 시 누드 공약을 내걸었다. 그러나 결승에서 만난 우루과이에게 3 대 0으로 패배하며 리켈메의 매력적인 나체는 공개되지 않았다.